# Йезекиил
Езекил или Йезекил (на иврит: יְחֶזְקֵאל и в буквален превод значи „Господ дава сила“) е еврейски пророк, който според Библията е съвременник на началото на периода на Вавилонския плен в историята на еврейския народ.
Представян е, като потомък на свещенически род (Езекил 1:3) и познавач на изискванията на древноеврейското законодателство (22:1:31), както и като човек, на когото предварително е дадено да види бъдещата архитектура, дизайн и ритуали на Втория храм в Йерусалим (40:1 – 46:24).

## Видения и пророчества
Според библейския разказ, Иезекиил получава виденията си, когато е буден,[Иезек. 8:1] и разпознава моментите, в които видението започва и свършва.[Иезек. 11:23 – 24] Първото видение на Иезекиил набляга на Божията слава и присъствие и става основата на неговото служение.[Иезек. 1:1 – 3:15]
Проповедите на Йезекил започват още преди превземането на Йерусалим от Навуходоносор II и разрушаването от него на Първия храм (Соломоновия храм). Началото на пророческата му дейност е датирано към петата година от заточението на цар Йоахин във Вавилон, т.е.  около 592 пр.н.е. (1:2). Пророкува около 20 години - поне до 571 пр.н.е. (Езек. 29:17). Начинът на проповядване на Езекил преди падането на Йерусалим е коренно различен от този след падането и унищожението му (ср. 1 – 24 с 25 – 48). Необикновените символични действия на Езекил подсказват бъдещото падане на Йерусалим, ужасяващата загуба на живот и залавянето на цар Седекия (4:1 – 5:17; 12:1 – 16). Езекил осъжда Царството на Юда заради многото му грехове (22:1 – 31) и богохулните ритуали извършвани в храма (8:1 – 18). Чрез 3 много силни илюстрации той успява да покаже нагледно, че цялата история на Израил и Юда е история на грехопадение, недоволство и неподчинение към Бог (16:1 – 63; 20:1 – 49; 23:1 – 49).
Първите 2 видения са за несъгласията между евреите и Яхве (1:1 – 13:15; 8:1 – 111:24)  Третото видение е за бъдещото освобождение (37:1 – 14) - станало при персийския владетел Кир II. Там Бог описва един чудодейно възстановен бъдещ и нов Израил (в действителност граден десетилетия наред след плена).
Бог заповядва на Езекил отначало да мълчи (3:26 – 27; 24:27). Въпреки това, той намира начин да предаде Божията истина на хората от своя народ - чрез символични действия (ср. Исая 20:1 – 6; Еремия 19:1 – 13) успява да предаде Божието послание на една миниатюрна основа. С много драматизъм разказва за Вавилонската обсада и разрушаването на Йерусалим (Езекил 4:1 – 5:17), както и за бягството на Седекия и залавянето му от вавилонската армия (12:1 – 16).
Жена му умира неочаквано по време на вавилонското заточение (24:15 – 18). Съвпадението на смъртта на жената на Езекил с разрушаването на Йерусалим и Храма от Навуходоносор II e доста емоционално и болезнено изпитание. Бог кара Езекил да остави настрана мъката и обичаите за оплакване на мъртвата си жена. Точно както Бог забранява на Езекил да изрази мъката си, вавилонците няма да позволят на заточените юдеи да отделят специално време за жалене по съсипаните им столица, държава и народ (24:15:27).
Както Исая и Еремия, Езекил пророкува срещу чужди народи (25:1 – 32:32) и заявява, че Йехова ще ги съди заради техните грехове. После Езекил набляга на евентуалното възстановяване на царствата на Израил (Северното царство Израил) и Юда (Юдея) - държавите на които се разпада Давидовото царство, след смъртта на цар Соломон. Той използва в тези пророчества по-малко драматични символи (37:15 – 23), а повече призиви за надежда и успокоение (34:1 – 31) в съчетание с подходящи послания (37:1 – 14; 40:1-48-35).